# پونتیاک پث‌فایندر
پونتیاک پث‌فایندر (Pontiac Pathfinder) خودرویی است که در سال‌های ۱۹۵۳ تا ۱۹۵۸در اوشاوا و کانادا تولید شده‌است.
طراحی آن خودروهای موتور جلو-محور عقب بوده است.